# Муствееський район
Му́ствееський район (ест. Mustvee rajoon, рос. Муствеский район, Муствээский район) — адміністративно-територіальна одиниця Естонської РСР з 26 вересня 1950 до 24 січня 1959 року.

## Географічні дані
Площа району станом на 1955 рік — 1026,7 км2.
Адміністративний центр — місто Муствее.

## Історія
26 вересня 1950 року в процесі скасування в Естонській РСР повітового та волосного адміністративного поділу утворений Муствееський сільський район, який безпосередньо підпорядковувався республіканським органам. До складу новоутвореного району ввійшли місто Муствее як адміністративний центр та 18 сільських рад: Оонурмеська, Тудуліннаська, Авінурмеська, Лаеканнуська, Пійлсіська, Вадіська, Улвіська, Омедаська, Раяська, Калмаська, Логусууська, Аллікуська, Вассевереська, Луллікаткуська, Тийквереська, Витіквереська, Арукюласька, Роеласька.
Після прийняття 3 травня 1952 року рішення про поділ Естонської РСР на три області Муствееський район включений до складу Тартуської області. Проте вже 28 квітня 1953 року області в Естонській РСР були скасовані і в республіці знов повернулися до республіканського підпорядкування районів.
20 березня 1954 року відбулася зміна кордонів між районами Естонської РСР, зокрема Муствееський район передав 526 га Йиґеваському та 286 га Калластеському районам.
17 червня 1954 року розпочато в Естонській РСР укрупнення сільських рад, після чого в Муствееському районі замість 18 залишилися 10 сільрад: Арукюласька, Авінурмеська, Логусууська, Луллікаткуська, Оонурмеська, Раяська, Тудуліннаська, Улвіська, Вассевереська та Витіквереська.
24 січня 1959 року Муствееський район скасований, його територія поділена між районами:
- Йиґеваський район — місто Муствее та Арукюласька, Авінурмеська, Логусууська, Луллікаткуська, Раяська, Улвіська, Вассевереська й Витіквереська сільські ради;
- Раквереський район — Оонурмеська сільська рада;
- Йигвіський район — Тудуліннаська сільська рада.

## Друкований орган
16 жовтня 1951 року тричі на тиждень почала виходити газета «Oktoobri Tee» («Октообрі Тее», «Шлях Жовтня»), друкований орган Муствееського районного комітету комуністичної партії Естонії та Муствееської районної ради депутатів трудящих. Останній номер вийшов 31 січня 1959 року.